# Хобсбаум, Эрик
Эрик Джон Эрнест Хобсбаум (англ. Eric John Ernest Hobsbawm; 9 июня 1917, Александрия — 1 октября 2012, Лондон) — британский историк-марксист, наиболее известный работами о «долгом XIX веке» («Эпоха революций: Европа 1789—1848», «Эпоха капитала: Европа 1848—1875» и «Век империй: Европа 1875—1914») и «коротком XX веке» («Эпоха крайностей. Короткий двадцатый век 1914—1991»).
Доктор философии (1951), профессор Биркбек-колледжа Лондонского университета. Член Британской академии (1976). Лауреат премии Бальцана (2003).

## Биография
Его отец был сыном еврейских иммигрантов, приехавших в Великобританию из Польши, а мать происходила из семьи ассимилированных венских евреев. Родители поженились в нейтральной Швейцарии в 1915 году, а затем вернулись в Египет, где до того устроился работать его отец.
В 1918 году семья переехала в Вену, где Эрик учился в школе, а в 1920 году родится его сестра Нэнси.
Благосостояние их семьи постепенно ухудшалось; в 1929 внезапно умрет его отец, а в 1931 умерла мать, и Эрика с сестрой окончательно (Нэнси перебралась к ним в Берлин ещё до смерти матери) взял к себе его дядя по отцу Сидней, женатый на сестре матери Эрика. Эрик переехал к ним в Берлин, где продолжил учёбу в гимназии (1931—1933). В 1933 году после прихода к власти в Германии нацистов они эмигрировали в Великобританию и поселились в Лондоне. С 1936 года учился в Королевском колледже Кембриджского университета на историческом и экономическом факультетах.
Ещё в Германии Хобсбаум увлёкся марксизмом. В Великобритании он вступил в Коммунистическую партию Великобритании, входил в Историческую группу Коммунистической партии Великобритании.
В студенческие годы Хобсбаум был культурным обозревателем в газете «Гранта», он также работал кинооператором, выезжая на съемки во Францию, Алжир и Тунис.
В 1947 году Хобсбаум стал преподавателем истории в Биркбек-колледже Лондонского университета, где возглавил кафедру экономической истории с 1969 года, с 1984 года — почетный профессор экономики и социальной истории этого университета. Также читал курсы лекций в ряде зарубежных университетов. Линда Колли отмечала, что он так и не смог получить должность в Оксбридже.
Член Королевского литературного общества с 2006 года. Лауреат Дойчеровской мемориальной премии (1995), Премии Бохума по истории (2008).
Удостоен ордена Кавалеров Почёта (1998).
Британским любителям джаза Хобсбаум также был известен как тонкий критик и знаток современной музыки.
Умер от осложнений пневмонии и лейкемии в возрасте 95 лет.
Кремирован в крематории Голдерс-Грин, прах захоронен на Хайгейтском кладбище — недалеко от могилы Карла Маркса.

## Семья
Первая жена Мюриэль Симан с 1943 до 1950 года
Вторая жена Марлен Хобсбаум (Шварц) с 1962 года
- Джулия Хобсбаум (род 1964 году)
- Энди Хобсбаум (род 1963 году)

Внебрачный сын Джошуа Беннатан (умер в 2014 году)

## Научная работа
Хобсбаум путешествовал по странам Средиземноморья и Латинской Америки. В поездке по Средиземноморью в 1957 году Хобсбаум знакомился с архивными документами и опрашивал крестьян, а затем написал ставшую популярной книгу «Простые бунтовщики. Исследования архаичных форм социальных движений в XIX и XX столетиях» (1959), в основном на итальянском и испанском материале. В этой работе он продемонстрировал связь религии, в частности сектантства и милленаризма, с революционностью масс, описал закономерности революционной ситуации и проанализировал роль личности в ней.
В 1960-е годы Хобсбаум приобрёл известность как историк рабочего движения. Он излагал историю рабочего движения не как описание деятельности рабочих организаций, а как историю культуры рабочего класса. Впоследствии он продолжил эти исследования, обращая особое внимание на взаимоотношения религии с социализмом, на роль ритуала в рабочем и революционном движении, на формирование рабочей аристократии, на культуру рабочего класса и её связь с массовой культурой.
Хобсбаум активно участвовал в диспутах с марксистами, критикуя их ортодоксальные взгляды на эволюцию капитализма, однородность рабочего класса, последовательную революционность одного лишь пролетариата. Он подписал письмо протеста группы европейских историков против советского вторжения в Венгрию и горячо симпатизировал участникам «Пражской весны», но при этом оставался членом коммунистической партии, несмотря на многие ограничения, которые в те времена испытывали коммунисты, например запрет на въезд в США.
В 1968 году он опубликовал экономическую историю Англии: «Производство и Империя: становление современного английского общества. С 1750 года до наших дней».
В 1969 году Хобсбаум опубликовал книгу «Бандиты», в которой выдвинул концепцию так называемого «социального бандитизма».
С начала 1970-х годов Хобсбаум занялся концептуально новым трудом по истории Европы и всего связанного с ней мира в Новое время, а также вопросами методологии исторических исследований. При этом Хобсбаум признается, что его основная специализация — XIX век, а познания в истории XX века «в сравнении с нормами исторической эрудиции неглубоки и разрозненны».

## Сочинения
- 1959 — «Простые бунтовщики» (Primitive Rebels) — была его самой оригинальной и самой любимой, отмечает Сьюзан Педерсен: эта «книга (наконец-то) сделала ему имя, но он больше никогда не писал ничего столь удивительного»[2]; «Джазовая сцена» (The Jazz Scene);
- 1962 — «Эра Революции» (The Age of Revolution) — его первый бестселлер[2];
- 1964 — «Трудящийся» (Labouring Men);
- 1968 — «Индустрия и Империя» (Industry and Empire) — была основана — как и The Age of Revolution — на его лекциях[2];
- 1969 — «Капитан Свинг» (Captain Swing);
- 1969 — «Бандиты» (Bandits);
  - Бандиты. / перевод с английского Николая Охотина. — М. : Университет Дмитрия Пожарского, 2020. — 222, [1] с. ISBN 978-5-91244-268-1
- 1973 — «Революционеры» (Revolutionaries);
- 1975 — «Век Капитала» (The Age of Capital);
- 1978 — «История марксизма» (History of Marxism);
- 1983 — «Изобретение Традиции» (The Invention of Tradition);
- 1984 — «Рабочие» (Workers);
- 1987 — «Век Империи» (The Age of Empire);
- 1990 — «Nations and Nationalism»,
  - Эрик Хобсбаум. Эрик Хобсбаум - Нации и национализм после 1780 года. aleksandr-kommari.narod.ru. Дата обращения: 17 июля 2025.
- 1990 — «Echoes of the Marseillaise»;
  - Эрик Хобсбаум. Эхо «Марсельезы». scepsis.net. Дата обращения: 17 июля 2025.
- 1994 — «The Age of Extremes»;
  - Эпоха крайностей: Короткий двадцатый век (1914—1991). — М.: Издательство Независимая Газета, 2004. — 632 с.
- 1997 — «Об Истории» (On History);
- 1998 — «Необычные люди» (Uncommon People);
- 1999 — «Новый век» (The New Century);
- 2002 — «Интересные времена» (Interesting Times).
- Разломанное время. Культура и общество в двадцатом веке = Fractured Times: Culture and Society in the 20th Century. / перевод с английского Николая Охотина. — М. : АСТ, 2017. — 379, [1] с. ISBN 978-5-17-086564-2

### Статьи
- Эрик Хобсбаум. После победы в войне. Соединённые Штаты: Все шире и шире. magazines.gorky.media. Дата обращения: 17 июля 2025.
- Эрик Хобсбаум. «Масштаб посткоммунистической катастрофы не понят за пределами России». scepsis.net. Дата обращения: 17 июля 2025.
- Эрик Хобсбаум. Мировая революция. scepsis.net. Дата обращения: 17 июля 2025. // Хобсбаум Э. Эпоха крайностей: Короткий двадцатый век
- Последняя утопия
- Эрик Хобсбаум. У нас тоже проблемы... saint-juste.narod.ru. Дата обращения: 17 июля 2025.

### О Хобсбауме
- Анна Асланян. Человек эпохи крайностей.
- Майя Джагги. Вопрос веры: Эрик Хобсбаум — нераскаявшийся коммунист (англ.). The Guardian.
- Михаэль Дорфман. Эрик Хобсбаум: и один в поле воин
- Максим Кантор. В начале долгого века
- Макаров В. С. Памяти Эрика Хобсбаума. Информационно-исследовательская база данных «Современники Шекспира» (2012). Дата обращения: 18 октября 2012.
- Аллан Мэсси. Понять Эрика Хобсбаума.
- Денис Пилаш. Век Эрика Хобсбаума // Экономическая теория и история. Воронежский ежегодник экономических исследований 2013 № 2. — С. 26-40.
- Александр Резник. Британские историки-марксисты 1945—1990-х годов.

### Критика
- Дэвид Норт[англ.]. Лев Троцкий и судьба социализма в двадцатом столетии: Ответ профессору Эрику Хобсбауму. iskra-research.org. Дата обращения: 26 июля 2025.